# Ópusztaszer
Ópusztaszer est un village et une commune du comitat de Csongrád en Hongrie.

## Édifices et lieux d'intérêt
Le parc commémoratif historique national (hu), créé en 1982, est dédié à la conquête hongroise (Honfoglalás, en hongrois : « occupation de la patrie ») qui  désigne les événements historiques ayant mené à l'installation des tribus hongroises dans la plaine de Pannonie en Europe centrale à la fin du IXe et au début du Xe siècle. Un bâtiment, la « Rotonde », abrite le tableau panoramique d'Árpád Feszty, L'Arrivée des Hongrois.